# Asiatisk elefant
Den asiatiske elefant er et pattedyr i elefantfamilien. Den har tre kendte underarter: indisk elefant, sumatraelefant og srilankansk elefant.
Elefanten var engang udbredt så langt vestpå som Irak og Syrien og helt over til Den gule flod i Kina. I dag er udbredelsen begrænset til 13 Lande. Fra Indien i vest til Borneo i øst.
Den samlede bestand i Asien vurderes at være på mellem 35.000 og 50.000 individer.
Tidligere vurderinger går på, at der i starten af forrige århundrede var cirka 100.000 vilde elefanter.
Elefanten er dog stærkt presset af befolkningsudviklingen, der medfører øget behov for landbrugsjord. Turismen er dog også med til at presse elefanten. I Thailand menes omkring 100 elefantunger at blive indfanget ulovligt, for at blive klappet og fodret af turister. Dette ud af en total bestand på cirka 5.000 elefanter. Ofte bliver moren eller flokken også dræbt under tilfangetagelsen af elefantungen.
Den asiatiske elefant vejer op til 5 tons, og den kendes på, at dens ører er væsentligt mindre end den afrikanske elefants. Det er kun hannerne, der har store stødtænder. Hunnernes stødtænder er meget små og ses næsten ikke.